# SoftBank 820N
SoftBank 820N（ソフトバンク はち にー ゼロ エヌ）は、日本電気（NEC）が開発、製造したソフトバンクモバイルの第3世代携帯電話（SoftBank 3G)端末である。

## 特徴
706N以来、1年4ヶ月ぶりとなる、NECのソフトバンクモバイル向け端末。ソフトバンクモバイルのNEC製端末としては、初めてワンセグが搭載されている。姉妹機として、SoftBank 821Nがある。
機能、大きさなどは、同時期に発表されたNTTドコモ向けのN706iに近く、「マイシグナル」と称した119個（縦7×横17個）のLEDを配したの背面のデザインはN705iμに似ている。また、UIもドコモのN905i以降のNEC製端末に非常によく似ていて、それらと同様に、画像やメールを時系列で表示する「ライフヒストリービューア」を搭載する。ただしN706iが対応している、GSMローミングやFelica、IrSimpleには非対応である。
姉妹機の821Nが女性をターゲットにしたポップなデザインになっているの対し、こちらは主に男性をターゲットした、メタリックでシックなデザインである。それゆえに821Nよりも若干軽量で、より薄型になっている。

## 主な機能・サービス
| 主な対応サービス         | 主な対応サービス       | 主な対応サービス        | 主な対応サービス |
| ------------------------ | ---------------------- | ----------------------- | ---------------- |
| S!一斉トーク             | S!ともだち状況         | Yahoo!mocoa             |                  |
| S!ループ                 | S!タウン               | S!速報ニュース          |                  |
| PCサイトブラウザ         | 電子コミック           | S!アプリ(メガアプリ)    |                  |
| 着うたフル/着うた        | デコレメール           | S!電話帳バックアップ    |                  |
| S!FeliCa                 | S!ミュージックコネクト | S!GPSナビ               |                  |
| コンテンツおすすめメール | TVコール               | 国際ローミング(3Gのみ） |                  |
| ワンセグ                 | 3G ハイスピード        | S!おなじみ操作          |                  |

## 歴史
- 2008年7月5日 - 発売開始